# Pycnosiphorus germaini
Pycnosiphorus germaini is een keversoort uit de familie vliegende herten (Lucanidae). De wetenschappelijke naam van de soort is voor het eerst geldig gepubliceerd in 1985 door Numhauser.